# Natalija Gemperleová
Natalija Gemperleová (rusky Наталья Гемперле; * 9. prosinec 1990) je původně ruská reprezentantka a od roku 2023 švýcarská reprezentantka v orientačním běhu, protože v roce 2022 získala spolu s manželem švýcarské občanství. Její největší úspěch je zisk zlaté, stříbrné a bronzové medaile na mistrovství světa v roce 2016 ve Strömstadu. Žila v Moskvě a byla členkou ruského klubu Vladimirskaya Oblast a zároveň finského klubu Alfta OSA OK, za který startovala ve Skandinávii.